# Gränna landskommun
Gränna landskommun var en tidigare kommun i Jönköpings län.

## Administrativ historik
När 1862 års kommunalförordningar trädde i kraft den 1 januari 1863 inrättades i Sverige cirka 2 400 landskommuner samt 89 städer och ett mindre antal köpingar. Då inrättades i Gränna socken i Vista härad i Småland denna kommun.
Vid den riksomfattande kommunreformen 1952, då antalet kommuner minskade från 2 498 till 1037, uppgick denna kommun i stadskommunen Gränna stad.
Nästa indelningsreform innebar att stadskommunen upplöstes år 1971 och att detta området då gick upp i Jönköpings kommun

## Politik

### Mandatfördelning i Gränna landskommun 1938-1946
|  | 5 | 5 | 6 | 8 |

| 25 |

| 6 | 3 | 2 | 6 | 8 |

| 23 |

| 6 | 7 | 7 | 5 |

| 23 |